# Sepedonea veredae
Sepedonea veredae är en tvåvingeart som beskrevs av Amnon Freidberg 1991. Sepedonea veredae ingår i släktet Sepedonea och familjen kärrflugor. Inga underarter finns listade i Catalogue of Life.